# Katie Hensien
Katie Hensien (1º dicembre 1999) è una sciatrice alpina statunitense.

## Biografia
Attiva in gare FIS dall'agosto del 2015, la Hensien ha esordito in Nor-Am Cup il 4 febbraio 2016 a Mont-Garceau in slalom gigante (43ª) e in Coppa del Mondo il 26 novembre 2017 a Killington in slalom speciale, senza completare la prova. Il 16 febbraio 2018 ha ottenuto a Whiteface Mountain in slalom speciale il suo primo podio in Nor-Am Cup (2ª) e il 16 dicembre dello stesso anno la sua prima vittoria nel circuito, a Panorama nella medesima specialità; ai Mondiali di Cortina d'Ampezzo 2021, sua prima presenza iridata, non ha completato lo slalom speciale e non si è qualificata per la finale nello slalom parallelo e l'anno dopo ai XXIV Giochi olimpici invernali di Pechino 2022, sua prima presenza olimpica, si è piazzata 26ª nello slalom speciale. Ai Mondiali di Courchevel/Méribel 2023 ha vinto la medaglia d'oro nella gara a squadre (partecipando come riserva), è stata 23ª nello slalom gigante, 26ª nello slalom speciale e non si è qualificata per la finale nel parallelo; a quelli di Saalbach-Hinterglemm 2025 si è classificata 22ª nello slalom gigante, 10ª nella combinata a squadre e non ha completato lo slalom speciale.

## Palmarès

### Mondiali
- 1 medaglia:
  - 1 oro (gara a squadre a Courchevel/Méribel 2023)

### Mondiali juniores
- 1 medaglia:
  - 1 argento (gara a squadre a Val di Fassa 2019)

### Coppa del Mondo
- Miglior piazzamento in classifica generale: 53ª nel 2025

### Nor-Am Cup
- Miglior piazzamento in classifica generale: 10ª nel 2019 e nel 2020
- 12 podi:
  - 5 vittorie
  - 2 secondi posti
  - 5 terzi posti

#### Nor-Am Cup - vittorie
| Data             | Località           | Paese       | Specialità |
| ---------------- | ------------------ | ----------- | ---------- |
| 16 dicembre 2018 | Panorama           | Canada      | SL         |
| 5 gennaio 2019   | Osler Bluff        | Canada      | SL         |
| 20 dicembre 2019 | Nakiska            | Canada      | SL         |
| 15 febbraio 2022 | Whiteface Mountain | Stati Uniti | GS         |
| 2 marzo 2023     | Osler Bluff        | Canada      | SL         |

Legenda:

GS = slalom gigante

SL = slalom speciale

### Australia New Zealand Cup
- Miglior piazzamento in classifica generale: 3ª nel 2023
- Vincitore della classifica di slalom gigante nel 2023
- 3 podi:
  - 1 vittoria
  - 1 secondo posto
  - 1 terzo posto

#### Australia New Zealand Cup - vittorie
| Data           | Località     | Paese         | Specialità |
| -------------- | ------------ | ------------- | ---------- |
| 22 agosto 2022 | Coronet Peak | Nuova Zelanda | SL         |

Legenda:

SL = slalom speciale

### Campionati statunitensi
- 7 medaglie:
  - 1 oro (slalom gigante nel 2020)
  - 3 argenti (slalom speciale nel 2021; slalom speciale nel 2022; slalom speciale nel 2025)
  - 3 bronzi (slalom speciale nel 2020; slalom gigante nel 2022; slalom gigante nel 2023)